# Bösingen (Suíça)
Bösingen é uma comuna da Suíça, no Cantão Friburgo, com cerca de 3 218 habitantes. Estende-se por uma área de 14,32 km², de densidade populacional de 225 hab/km². Confina com as seguintes comunas: Düdingen, Kleinbösingen, Kriechenwil (BE), Laupen (BE), Neuenegg (BE), Schmitten, Wünnewil-Flamatt.
A língua oficial nesta comuna é o Alemão.